# Se mi vuoi bene (film)
Se mi vuoi bene è un film italiano del 2019, diretto da Fausto Brizzi e tratto dal suo romanzo omonimo.

## Trama
Torino. Diego Anastasi, avvocato depresso, decide di farla finita. Prima di ammazzarsi, decide di chiamare le persone a lui più vicine per un ultimo saluto o forse per farsi dissuadere dall'insano proposito. Ma nessuno ha tempo per lui, né i parenti più stretti, né gli amici di sempre. Ingerisce quindi una dose massiccia di barbiturici e si immerge nella vasca da bagno, dove pensa di annegare serenamente. Ma il tappo della vasca difettoso lo salva e Diego si ritrova vivo suo malgrado.
Il giorno dopo nota per strada, la stessa che percorre ogni mattina, un negozio con una strana insegna: "Chiacchiere". Senza neanche sapere perché, entra. Si ritrova in un locale affascinante, gestito da Massimiliano, ritrovo abituale di persone che vogliono - appunto - "chiacchierare". Tra di essi, un attore fallito: Edoardo. Parlando con Massimiliano ed Edoardo, Diego capisce che non può biasimare nessuno di quelli che non hanno risposto al suo ultimo appello e si rende conto di aver dato per scontato il loro affetto. Ognuno di essi ha dei problemi e Diego intende risolverli intervenendo a gamba tesa nelle loro vite.
Suo padre Paolo, un vecchio maestro di tennis, rimpiange la partita persa agli Internazionali, quarant'anni prima, con quello che poi divenne un campione affermato; sua madre Olivia si è ridotta a fare la gattara e non esce mai; la figlia Laura è una lavorodipendente che non ha un minuto di tempo per sé stessa; suo fratello Alessandro fa il tassista ma sogna il successo come pittore concettuale; la sua migliore amica Loredana è una sorta di Bridget Jones con ancor meno autostima; i suoi migliori amici, i coniugi Luca e Simona, litigano sempre ma non hanno il coraggio di lasciarsi; la sua ex moglie Giulia è sempre adirata col mondo. Facendosi aiutare da Massimiliano ed Edoardo intende risolvere a modo suo i problemi di tutti.
Inizialmente gli arzigogolati piani di Diego paiono funzionare, ma il suo intervento alla lunga peggiora drasticamente la vita di tutti. Paolo ottiene la rivincita a tennis sognata, ma la perde ed entra in depressione; Olivia torna a frequentare una vecchia fiamma del liceo ma dopo una notte di sesso viene scaricata e ci resta male; Laura, dopo una giornata di stacco forzato dal lavoro, viene licenziata; Alessandro, illuso dall'acquisto pilotato dei suoi quadri, capisce che l'unico ad averli comprati è il fratello e rompe con lui; Luca e Simona, spinti da Diego a tradirsi a vicenda, si lasciano, ma sono tristissimi e rimpiangono la loro vita in comune; infine, Giulia è sempre più arrabbiata, ma più che col mondo, Diego scopre che ce l'ha soprattutto con lui.
Diego ha fallito su tutta la linea, ma almeno non ha più pensato di ammazzarsi. Massimiliano gli fa capire che più che a cercare di cambiare le persone bisogna ascoltarle ed esserci per loro, rispettandone anche i difetti, come ha fatto lui, per anni, al negozio delle Chiacchiere. La sua morte improvvisa e il suo funerale dimostrano a Diego quanto avesse ragione e l'uomo ripara a tutti i danni fatti. Capisce che sua madre aveva bisogno di tornare a fare sesso, che a suo padre dispiaceva di aver perso due volte di seguito con lui in tribuna e averlo deluso, rimette insieme Luca e Simona a un concerto improvvisato con il loro idolo Luca Carboni, aiuta Alessandro a trovare una sua strada nel mondo dell'Arte e Laura a capire che una vita dedicata al lavoro 24 ore al giorno non è una vita e chiede scusa a Giulia per le mancanze che hanno portato alla fine del loro matrimonio. Soprattutto, capisce di aver sfiorato la donna della sua vita e si dichiara a Loredana.

## Produzione
Le riprese del film si sono svolte interamente a Torino. Solo la scena in cui si vede passare il taxi del fratello del protagonista è stata girata a Milano.

## Promozione
Il primo trailer viene diffuso sul canale YouTube della Medusa il 18 settembre 2019.

## Distribuzione
Il film è stato distribuito nelle sale cinematografiche italiane a partire dal 17 ottobre 2019.

## Accoglienza

### Incassi
In Italia, al Box Office, il film ha incassato 892.000 euro.

### Critica
Il sito MYmovies ha attribuito un voto di 2,34 su 5.